# Chevrolet Trax

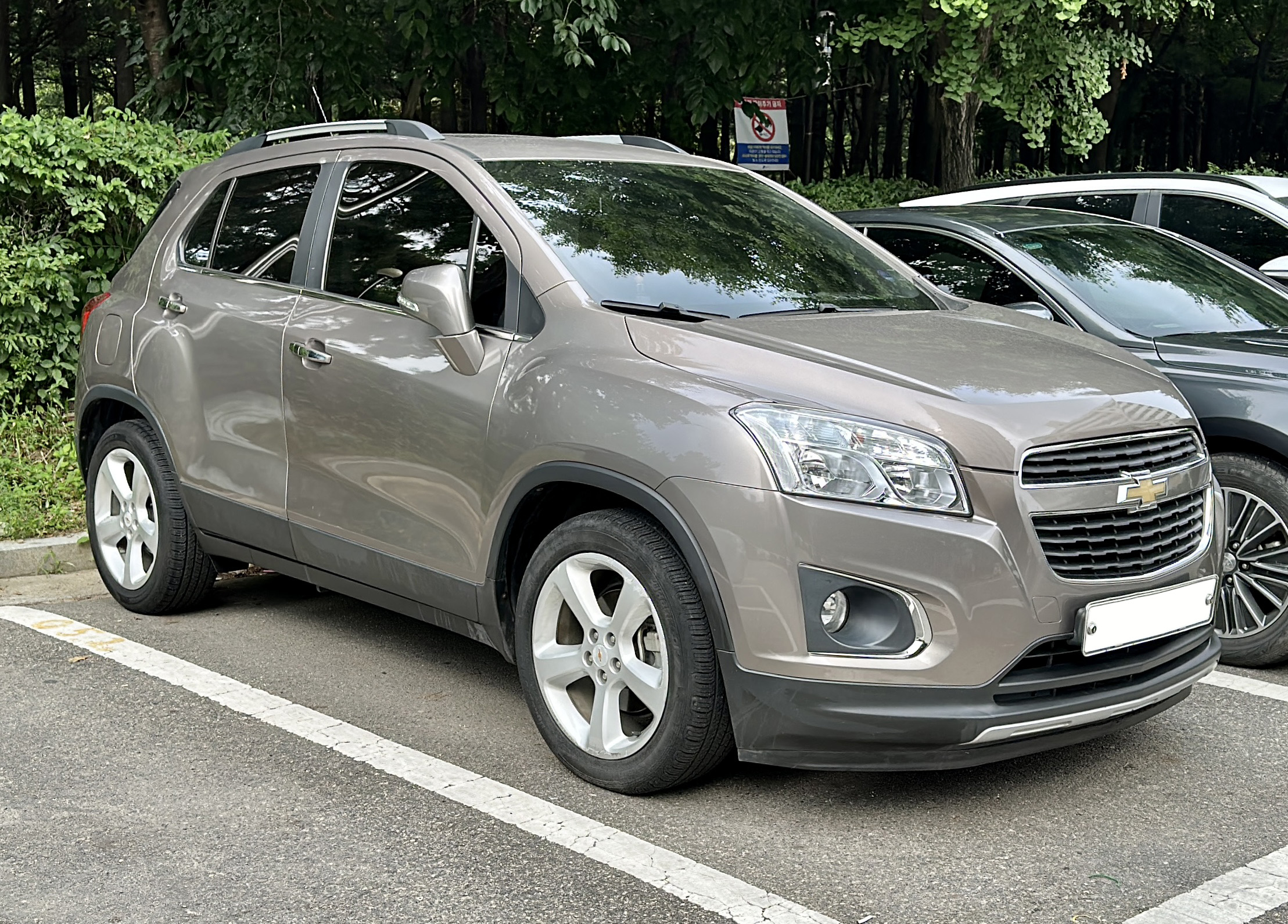
first generation

El Chevrolet Trax es un automóvil todocamino coreano del segmento B que el grupo estadounidense General Motors comercializa desde finales del año 2012 en todo el mundo bajo las marcas Chevrolet, y Holden en Australia y Nueva Zelanda. Se llama Chevrolet Tracker en Rusia y Sudamérica. En México y Centroamérica se le conoce como Trax.

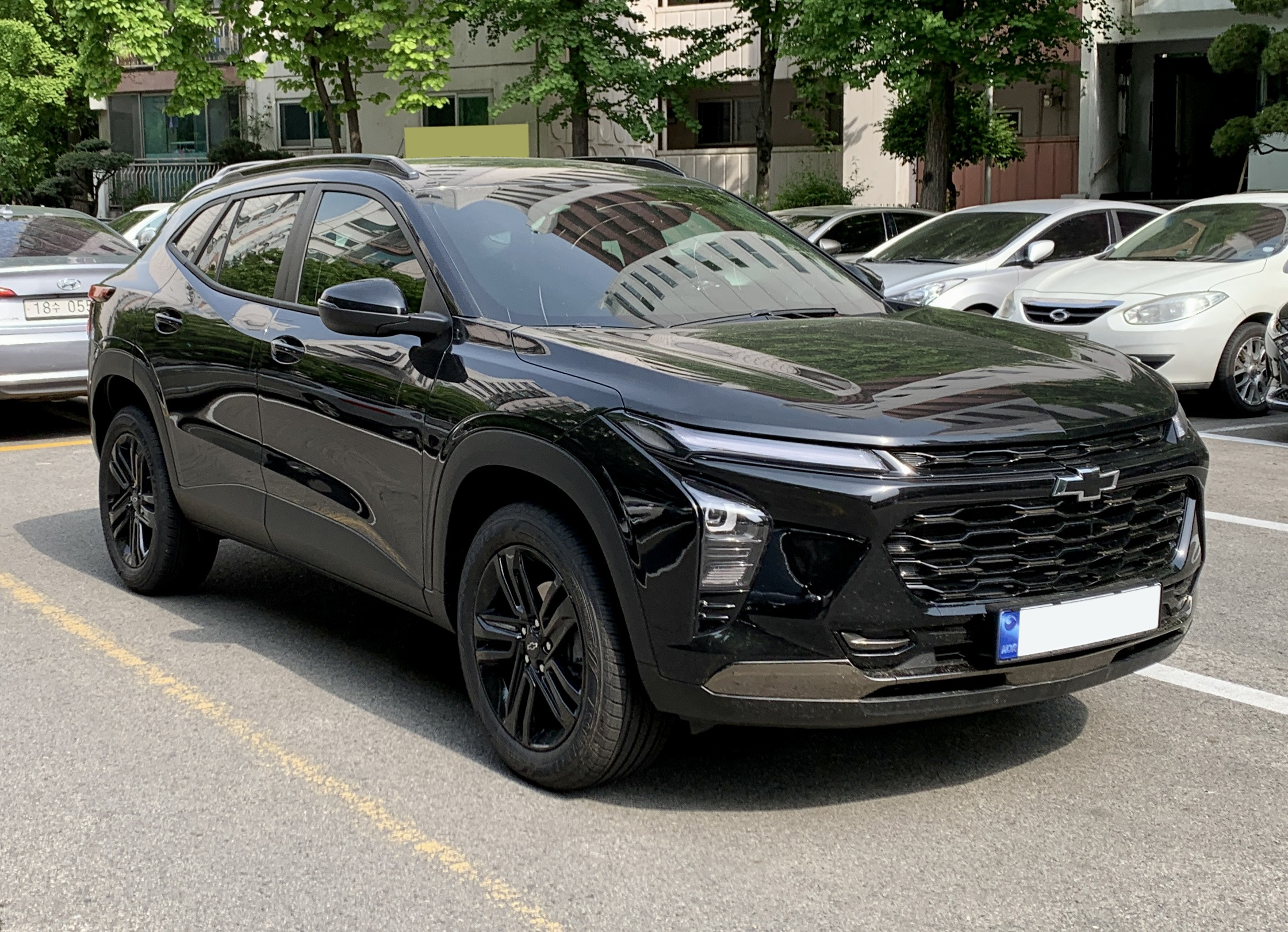
Chevrolet Trax 2023

Entre sus rivales se encuentran el Opel Crossland X, Suzuki S-Cross, Ford Ecosport, Dacia Duster, Renault Captur, Peugeot 2008, Kia Soul, Mini Countryman, Nissan Juke, SsangYong Korando y Toyota Urban Cruiser.

## Descripción
El Chevrolet Trax/Tracker se exhibe por primera vez en el Salón del Automóvil de París del año 2010. Su plataforma mecánica es la Gamma II, la que comparte con vehículos como el Chevrolet Corsa C, el Chevrolet Aveo y el Chevrolet Sonic. Su estructura es la de una SUV de cinco puertas, con cinco asientos, y cuenta con un motor delantero transversal, actualmente disponible en versiones con tracción delantera y tracción a las cuatro ruedas.
La filial australiana de General Motors, GM Holden, lo ha optimizado "por más de 20 mercados", incluyendo "Australia, Rusia, Sudáfrica y Nueva Zelanda".
El Trax es hermano del Opel Mokka y Buick Encore, con los que comporten la plataforma Gamma II de General Motors, pero tienen un diseño exterior e interior ligeramente distintos.
Tampoco se debe confundir el Trax (Tracker) con el "concept car" Chevrolet Trax presentado en el New York Auto Show de 2007.

## Variantes
Su segmento de mercado (Segmento B) lo pone en un lugar por debajo del Chevrolet Captiva y modelos equivalentes, por su equipamiento más básico y acabados menos refinados. Las primeras versiones del Chevrolet Trax/Tracker incorporan un motor a gasolina de 1,6 litros y 115 caballos de vapor (113 HP), otro de 1,4 litros y 130 caballos de vapor (128 HP), y un motor de combustible diésel, con un cilindraje de 1,7 litros y que otorga unos 130 caballos de vapor (128 HP) de fuerza.
En México se ofertan cuatro versiones, tres con motor gasolina de 1.8 litros y variación en el equipamiento (Trax manual, Trax LT y Trax LTZ) y una versión con motor turbocargado de 1.4 litros y equipamiento completo.
En Colombia hay tres versiones que comparten un mismo motor a gasolina de 1,8 Litros, 4 cilindros en línea, 138 caballos de potencia e inyección multipunto MPFI. Sus sistemas VVT (Apertura variable de válvulas) y VIM (Múltiple de admisión variable), mejoran el desempeño del motor aumentando su potencia y rendimiento. En sus diferentes versiones encontramos transmisiones manuales (5 velocidades) y automáticas secuenciales (6velocidades – posición manual: tip up/ tip down) que le brindan una precisión del enganche en los cambios y permiten en ambas opciones una conducción más deportiva, agradable y precisa.